# Îles Salomon aux Jeux paralympiques d'été de 2012

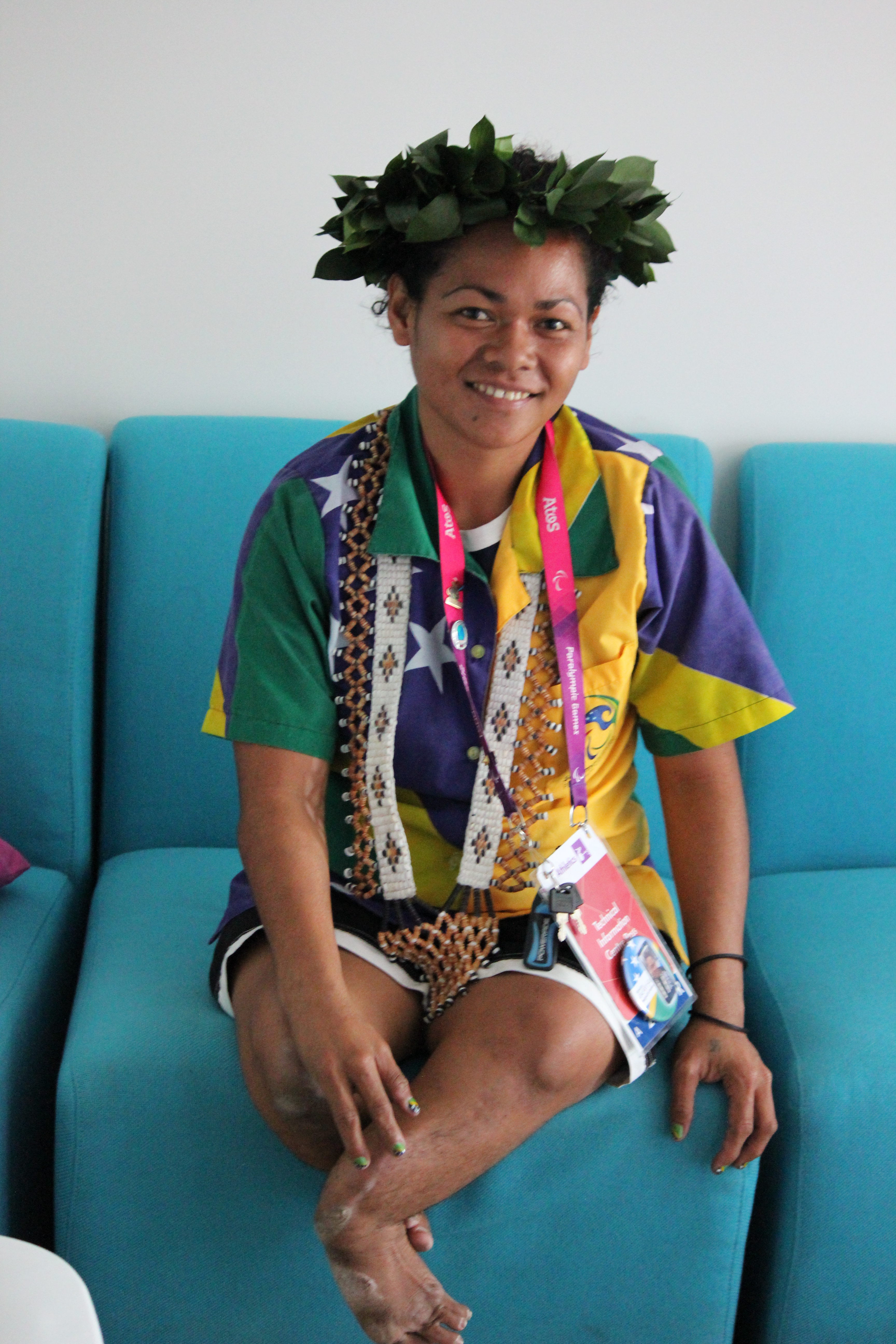
Hellen Saohaga à Londres

Les Îles Salomon participent pour la toute première fois aux Jeux paralympiques lors des Jeux paralympiques d'été de 2012 (du 29 août au 9 septembre) à Londres.
La Fédération paralympique des Îles Salomon est devenue membre à part entière du Comité international paralympique en 2011, permettant au pays de participer aux Jeux de Londres. Les Îles Salomon espéraient être représentées par des athlètes en athlétisme et en force athlétique. Parmi les espoirs du pays se trouvait Benjamin Vae, qui espérait se qualifier en lancer du poids. Finalement, la délégation salomonaise ne comprend qu'une seule athlète : Hellen Saohaga (également appelée "Hellen Tasuanga" par certains médias),. Elle est la porte-drapeau de la délégation salomonaise lors de la cérémonie d'ouverture des Jeux.
Les Îles Salomon n'obtiennent pas de médaille à ces Jeux.

## Athlètes engagés

### Athlétisme
Hellen Saohaga participe à l'épreuve du lancer de poids, catégorie F57 (athlète en fauteuil roulant).
Elle obtient 298 points avec un lancer de 5,23 mètres, et se classe quinzième (sur dix-neuf).